# Ken Bishop
Ken Bishop (Fort Lauderdale, 8 novembre 1990) è un giocatore di football americano statunitense che gioca nel ruolo di defensive tackle per i Dallas Cowboys della National Football League (NFL). Fu scelto nel corso del settimo giro (251º assoluto) del Draft NFL 2014. Al college giocò a football alla Northern Illinois University.

## Carriera professionistica

### Dallas Cowboys
Bishop fu scelto nel corso del settimo giro del Draft 2014 dai Dallas Cowboys. Debuttò come professionista subentrando nella gara della settimana 1 contro i San Francisco 49ers. Debuttò come professionista subentrando nella settimana 1 contro i San Francisco 49ers. La sua prima stagione si chiuse con 2 tackle in 3 presenze.

## Statistiche
| Partite totali      | 3 |
| Partite da titolare | 0 |
| Tackle totali       | 2 |
| Sack fatti          | 0 |
| Intercetti          | 0 |

Statistiche aggiornate alla stagione 2014